# Dermatite par allergie aux piqûres de puces

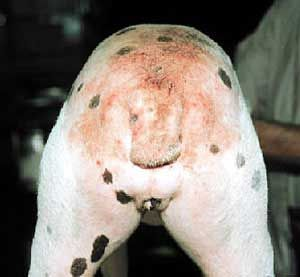
Chien souffrant de dermatite allergique aux puces associée à une folliculite secondaire.

La dermatite par allergie aux piqûres de puces (DAPP) est une maladie dermatologique des chiens et des chats, provoquée par une réaction d'hypersensibilité aux toxines présentes dans la salive de puce. Il s'agit de la cause la plus courante de maladie de peau chez ces animaux de compagnie.

## Étiologie
La puce la plus fréquemment trouvée sur les chiens et les chats infestés par des puces est la puce du chat, Ctenocephalides felis. Les animaux domestiques qui développent une DAPP font une réaction allergique à la salive de puce injectée lors de l’alimentation des puces. Les démangeaisons associées à une seule piqûre de puce persistent longtemps après la disparition de la puce et entraînent un auto-traumatisme important.

## Signes cliniques

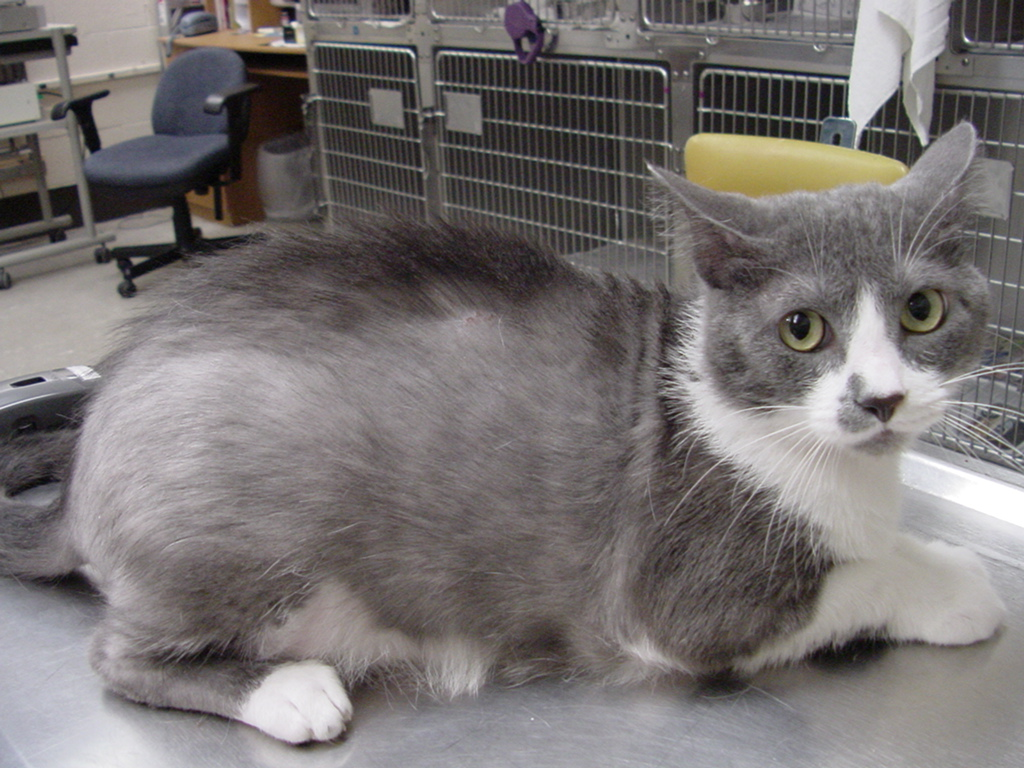
Chat présentant une alopécie consécutive à une allergie aux piqûres de puces.

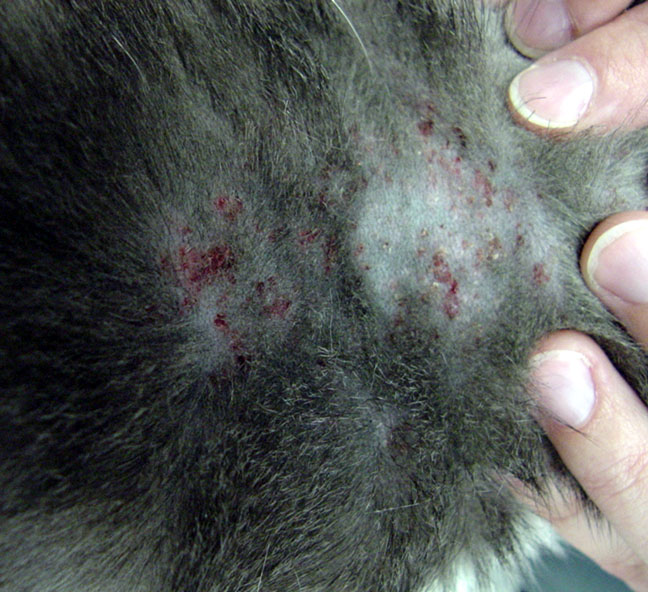
Une dermatite miliaire chez un chat allergique aux piqûres de puces.

Les symptômes de cette réaction comprennent un érythème (rougeur), des papules (bosses), des pustules (bosses remplies de pus) et des croûtes (croûtes). Si la maladie est grave, une perte de poils se produit dans la zone touchée. Les chiens atteints de dermatite allergique aux puces présentent souvent une perte de poils et une éruption cutanée de type eczémateuse sur le bas du dos, le haut de la queue, le cou et le long de l'arrière des pattes. Les chats souffrant de dermatite allergique aux puces peuvent développer divers problèmes de peau, notamment le complexe granulome éosinophilique félin, la dermatite miliaire ou l'alopécie auto-infligée due à un léchâge excessif.

## Diagnostic
Le diagnostic de la dermatite allergique aux puces est compliqué par les habitudes de toilettage des animaux de compagnie. Les chats en particulier sont très efficaces pour éliminer les puces, éliminant souvent toute trace d'infestation. Les puces commencent à mordre dans les 5 minutes après avoir trouvé un hôte, et il n'existe aucun traitement contre les puces qui tue les puces avant qu'elles ne piquent leur hôte.

## Traitement
Le but du traitement est de soulager les démangeaisons provoquées par l'allergie et d'éliminer les puces à la fois de l'animal et de son environnement domestique. L'administration d'un traitement antipuces, par voie oral ou par voie topique, est également nécessaire pour tuer les puces adultes présentes sur l'animal. Dans certains cas, des infections secondaires provoquées par des bactéries ou des levures nécessitent également un traitement pour que les démangeaisons disparaissent.